# Peristylus novoebudarum
Peristylus novoebudarum är en orkidéart som beskrevs av Ferdinand von Mueller. Peristylus novoebudarum ingår i släktet Peristylus och familjen orkidéer. Inga underarter finns listade i Catalogue of Life.